# Official Live: 101 Proof
Official Live: 101 Proof jedini je službeni koncertni album američkog heavy metal sastava Pantera, objavljen 29. srpnja 1997.

## O albumu
Prvih četrnaest pjesama na albumu je s njihovih četiri prijašnjih albuma (počevši od Cowboys from Hell), dok su zadnje dvije, "Where You Come From" i "I Can't Hide" nove pjesme. Pjesma "Dom/Hollow" je spoj njihovih dviju pjesmi "Domination" i "Hollow", dok je "Hostile" zapravo skraćeno ime pjesme "Fucking Hostile". Omot albuma dizajniran je u stilu naljepnice na boci whiskeya.

## Popis pjesama
Tekstovi i glazba: Pantera. 
| 1.    | »A New Level«              | 4:24 |
| 2.    | »Walk«                     | 5:50 |
| 3.    | »Becoming«                 | 3:59 |
| 4.    | »5 Minutes Alone«          | 5:36 |
| 5.    | »Sandblasted Skin«         | 4:29 |
| 6.    | »Suicide Note Pt. 2«       | 4:20 |
| 7.    | »War Nerve«                | 5:21 |
| 8.    | »Strength Beyond Strength« | 3:37 |
| 9.    | »Dom/Hollow«               | 3:43 |
| 10.   | »This Love«                | 6:57 |
| 11.   | »I'm Broken«               | 4:27 |
| 12.   | »Cowboys from Hell«        | 4:35 |
| 13.   | »Cemetery Gates«           | 7:53 |
| 14.   | »Hostile«                  | 3:56 |
| 15.   | »Where You Come From«      | 5:11 |
| 16.   | »I Can't Hide«             | 2:16 |
| 76:23 |                            |      |

## Postava sastava
- Phil Anselmo – vokal
- Dimebag Darrell – gitara
- Rex Brown – bas-gitara
- Vinnie Paul – bubnjevi